# VTM 3

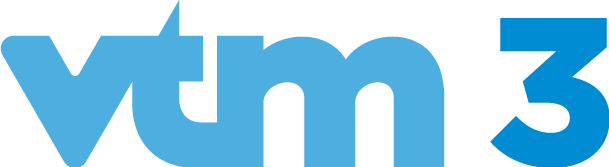
Voormalig logo van de zender

VTM 3 is een Belgische commerciële televisiezender die op 31 augustus 2020 van start ging en te ontvangen is via alle Vlaamse digitaletelevisiedistributeurs. De zender focust zich op films, series en sitcoms. VTM 3 kwam in de plaats van de opgedoekte lifestyle- en vrouwenzender Vitaya.
De vaste trailerstem van VTM 3 is Sven Ronsijn.

## Geschiedenis en ontstaan
Begin 2020 werd er bij de lancering van CAZ 2 al aangekondigd dat DPG Media plannen had om met een tweede VTM, toen nog onder de werknaam "VTM 2", te starten.
Op 10 augustus 2020 maakte DPG Media bekend dat Q2, Vitaya en CAZ, de drie zustermerken van VTM, gingen verdwijnen en vanaf 31 augustus 2020 vervangen worden door de nieuwe zenders VTM 2, VTM 3 en VTM 4.
Deze beslissing kwam er mee onder invloed van het veranderende kijkgedrag van de Vlamingen, waardoor zenders voor een specifiek doelpubliek, zoals Q2, Vitaya en CAZ, steeds minder interessant worden voor adverteerders. Vooral de doelgroep van jongere kijkers schakelt meer en meer over op onlineplatformen en streamingdiensten en kijkt minder naar lineaire televisie.
Door de nieuwe zenders onder te brengen onder de paraplu van moederzender VTM mikt DPG Media op meer duidelijkheid voor de kijker met vier zenders die een breed publiek bedienen. Daarom ook koos DPG Media om terug te grijpen naar de oorspronkelijke slogan "Kleurt je dag".

## Programma's
De programmering van VTM 3 bestaat uit aangekochte series en films, sommige werden voordien al uitgezonden op Q2 of VTM.
- Anger Management
- Brooklyn Nine-Nine
- Chicago Fire
- Community
- Cougar Town
- McLeod's Daughters
- Modern Family
- Orange Is the New Black
- The Big Bang Theory
- The Guardian
- The Resident
- The Simpsons

## Tijdlijn
Geschiedenis van de Vlaamse televisie